# Dvor, Vrba na Koroškem
Dvor (nemško Kranzlhofen) je naselje v Občini Vrba na Koroškem v Okraju Beljak-dežela na Koroškem v Avstriji.